# Puente Villarente de Villaturiel
Puente Villarente de Villaturiel es una localidad española que forma parte del municipio de Villaturiel, en la provincia de León, comunidad autónoma de Castilla y León. Igualmente forma parte de la mancomunidad de Lancia-Sobarriba.

## Geografía

### Ubicación
La localidad está situada en la margen derecha del río Porma. En el término de Puente Villarente se halla la desembocadura del río Moro en el Porma.
| Noroeste: Villacete | Norte: Villacete            | Noreste: Villafañe              |
| Oeste: Toldanos     |                             | Este: Villafañe                 |
| Suroeste Marne      | Sur: Villamoros de Mansilla | Sureste: Villamoros de Mansilla |

## Historia
Perteneció a la antigua Hermandad de La Sobarriba.

## Demografía
Evolución de la población
| Gráfica de evolución demográfica de Puente Villarente entre 2000 y 2014 |
|                                                                         |
| Población de derecho (2000-2014) según el padrón municipal del INE      |